# Анте Донковић
Анте Донковић (Нова Капела, 1884 — Логор Јасеновац, 1945) био је бискуп старокатоличке цркве у Хрватској, која је остала у Утрехтској црквеној унији. 

## Живот
Виктор Новак у књизи Magnum Crimen о Донковићу пише да у 2. и 3. издању брошуре Католички свећеници својему народу пише да су аутори Донковић и Стјепан Видушић, док је у 1. издању било наведено име само једнога аутора, Николе Церјака. Брошура је објављена 1921. године. Загребачки надбискуп Антун Бауер га је на дан Божића 1922. године, на миси екскомуницирао (искључио из цркве), заједно са још двојицом свештеника, Јосипом Лукетићем и др Стјепаном Видушићем, главним вођама реформског покрета. Њихов став је написан у писму надбиксупу, у којем између осталога пише: Не можемо се сложити с онима, који из поштовања према папи забашурују и саму повијест, него желимо да се вјерници уче разликовати част од њезиног носиоца, не слажемо се с тиме, што се човјека, па макар и у највећој части, настоји приказати некаквим божанством... Први хрватски католички сабор је одржан 9. септембра 1923. у сали пјевачког друштва Коло у Загребу. Анте Донковић је био први говорник и изнео је ставове да су они настављачи рада Гргура Нинског. 
Као старокатолички свештеник у Плетерници је 24. августа 1926. је одржао скупштину на којој је присуствовало више од 700 људи. Након његовог говора, по писању часописа Старокатолик, око 100 људи је одмах било спремно прећи у старокатоличку вјероисповијест.  Убијен је од усташа као бискуп у Јасеновцу, заједно са још три старокатоличка свештеника, Даворином Ивановићем, Јосипом Ивелићем и Иваном Цигулом. Постоје подаци да је потпомагао НОБ шаљући партизанима санитетски материјал преко Николе Филиповића. 